# Białostockie Zgrupowanie Partyzanckie
Białostockie Zgrupowanie Partyzanckie – zostało sformowane latem 1943. Zgrupowanie oddziałów partyzanckich, które weszły w skład BZP, odbyło się 1 września 1943 w okolicy wsi Lenino w rejonie kopylskim.
Zgrupowanie ruszyło do kompleksów leśnych w obwodzie białostockim. 23 października dotarło do Puszczy Różańskiej, gdzie doszło do reorganizacji.
Brygada „W imię Ojczyzny” wyruszyła w kierunku Puszczy Białowieskiej, zaś Brygada im. Czapajewa – do Puszczy Lipiczańskiej. 7 kwietnia 1944 roku oddział dopuścił się mordu we wsi Sobótka (powiat Bielski Podlaski). W wyniku akcji czerwonej partyzantki śmierć poniosło 7 osób, w tym kobieta w zaawansowanej ciąży.

## Literatura
- Daniel Boćkowski, Białostocczyzna w radzieckiej polityce okupacyjnej 1939-1944, UMCS, Lublin 2005 .